# اسکاولتون
اسکاولتون (به انگلیسی: Scoulton) یک روستا و محله مدنی در بریتانیا است که در Breckland District واقع شده‌است. اسکاولتون ۹٫۰۲ کیلومتر مربع مساحت و ۲۴۶ نفر جمعیت دارد.